# Ouwsterhaule
Ouwsterhaule (Fries: Ousterhaule) is een dorp in de gemeente De Friese Meren, in de Nederlandse provincie Friesland. Ouwsterhaule ligt tussen Joure en het Tjeukemeer. Samen met Oldeouwer en Ouwster-Nijega vormen de dorpen de zogenaamde Ouwster Trijega (Fries: Ouster Trijegeaën) .
In 2023 telde het dorp 345 inwoners.  

## Geschiedenis
De plaats is in de Middeleeuwen ontstaan. Vanaf de 13e eeuw werd de plaats geschreven als Haula, Oesterhaule, Owsterhaule, Haule, Ouwsterhaule en Oosterhaule. De plaatsnaam Ouwsterhaule verwijst een hoger gelegen land (haule) in de streek de Ouwer.
De huidige kerk van Ouwsterhaule uit 18e eeuw is gebouwd op een plek van een kerk uit de 14e eeuw. In tegenstelling tot de andere twee dorpen in de streek doorstond Ouwsterhaule de krimp van 18e en begin 19e eeuw beter, waardoor het dorp groter groeide dan de andere twee dorpen. Het dorp heeft als enige van de drie nieuwbouw.
Tot de gemeentelijke herindeling van 1 januari 1984 maakte Ouwsterhaule deel uit van de gemeente Doniawerstal, waarna het onderdeel werd van de gemeente Skarsterlân. Sinds 2014 maakt het deel uit van de gemeente De Fryske Marren.
De Gietersen, verveners uit Giethoorn, namen hun Gieterse variant het Stellingwerfs Nedersaksisch mee naar het dorp. Tot minstens de jaren 50 werd dit Gieters in het dorp gesproken.

## Cultuur
In Ouwsterhaule bevindt zicht het 'Nationaal Openbaar Vervoermuseum' met een collectie historische autobussen. Het dorp heeft verder een eigen dorpshuis, De Hichte die voor heel Ouwster Trijega is bedoeld. In 1945 werd de muziekvereniging Excelsior opgericht.

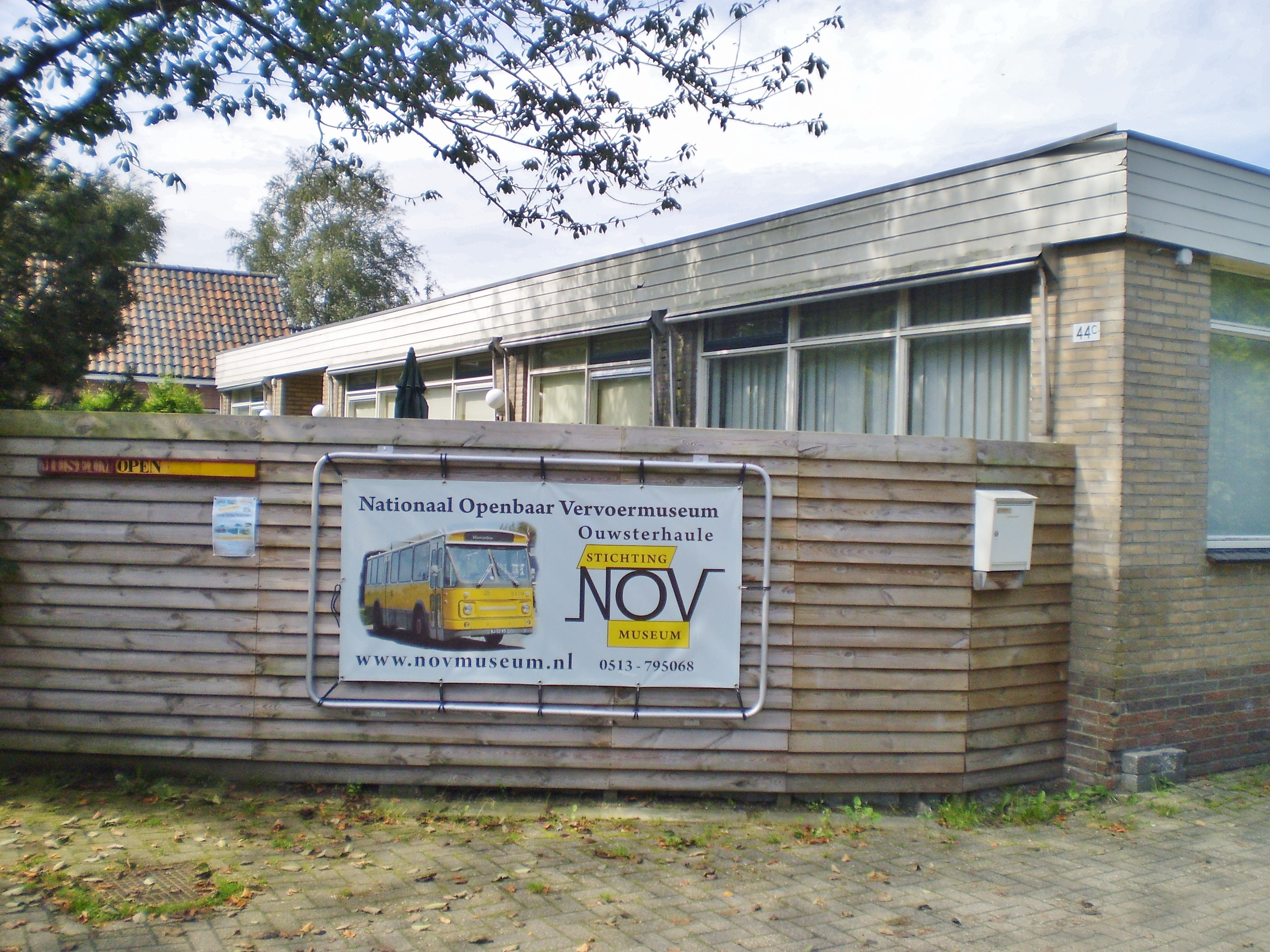
Nationaal Openbaar Vervoermuseum
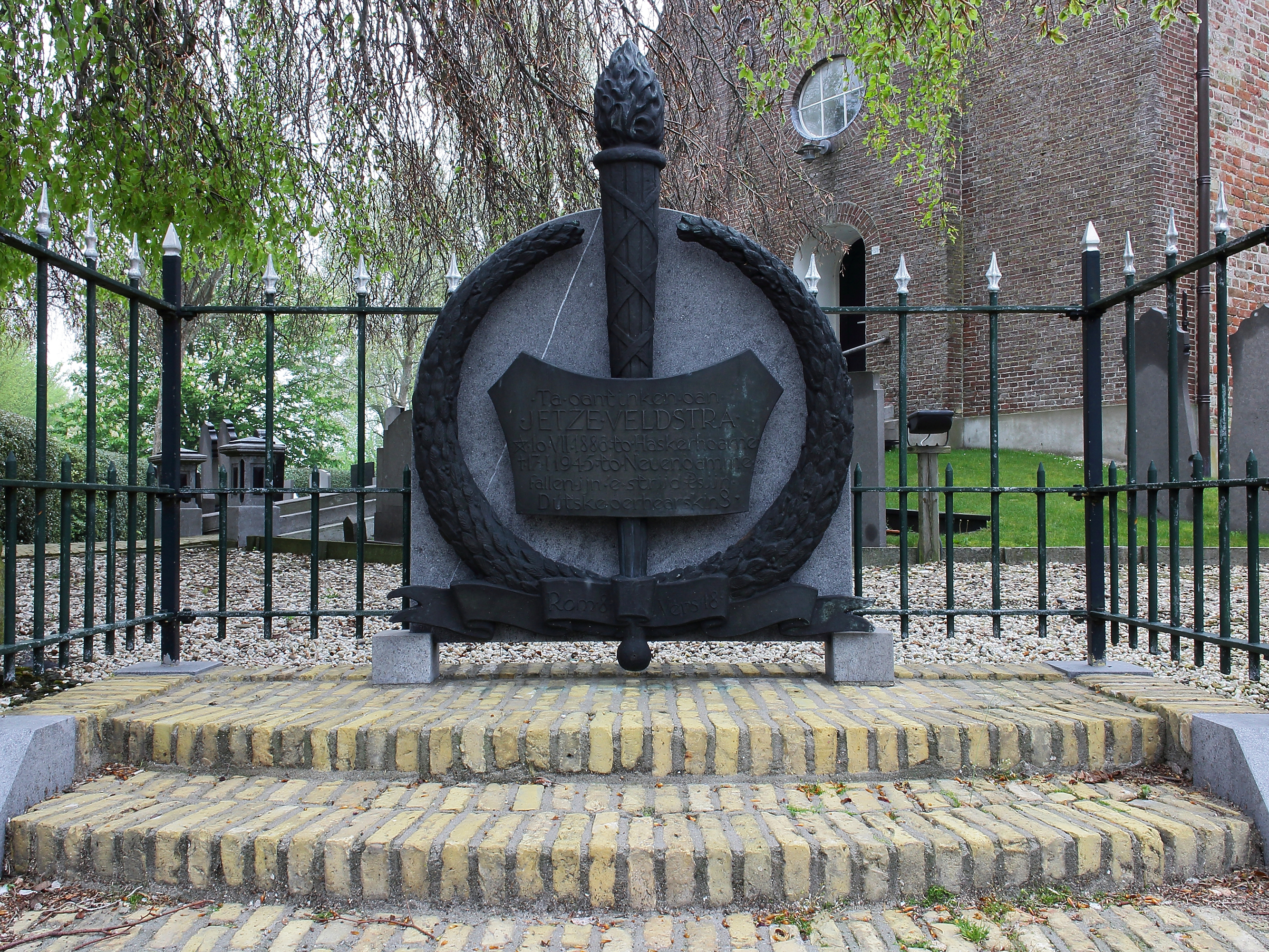
Oorlogsmonument voor Jetze Veldstra bij de kerk
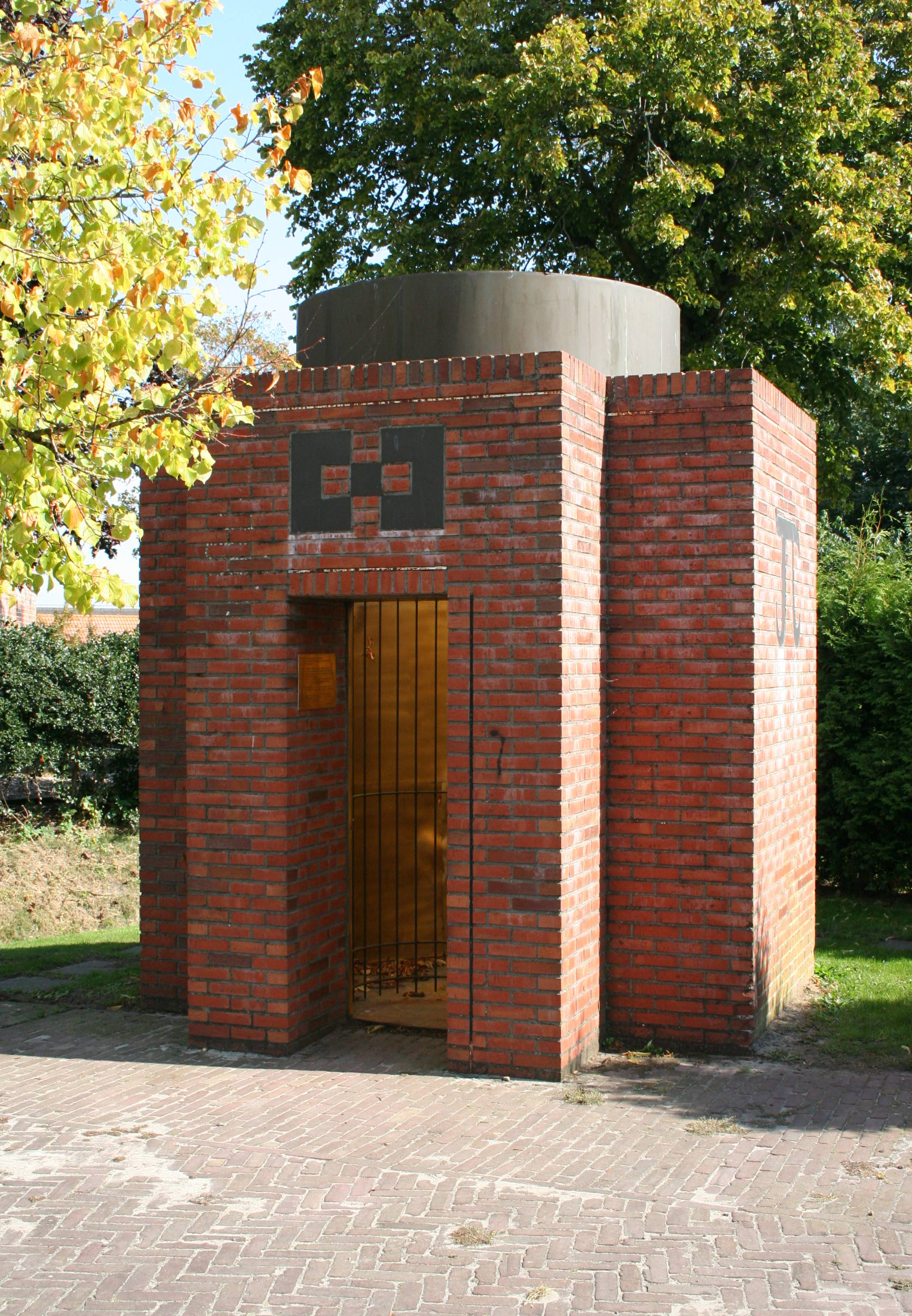
Het Tempeltje (1994), kunstwerk van Gerlof Hamersma

## Onderwijs
Het dorp heeft een basisschool, de Trijegeaster Honk.